# オヴァーロ
オヴァーロ（伊: Ovaro）は、イタリア共和国フリウリ＝ヴェネツィア・ジュリア州ウーディネ県にある、人口約1,700人の基礎自治体（コムーネ）。

## 地理

### 位置・広がり
ウーディネ県北西部、カルニア地方のコムーネである。オヴァーロの集落は、トルメッツォの北西約14km、リエンツの南南東約39km、県都ウーディネの北北西約54km、ベッルーノの北東約63kmに位置する
。

#### 隣接コムーネ
- コメリアンス - 北
- ラヴァスクレット - 北東
- ストリオ - 東
- ラヴェーオ - 南東
- ラウコ - 南
- ソッキエーヴェ - 南西
- アンペッツォ - 南西
- サウリス - 西
- プラート・カルニコ - 北西

### 気候分類・地震分類
オヴァーロにおけるイタリアの気候分類 (it) および度日は、zona F, 3386 GGである。
また、イタリアの地震リスク階級 (it) では、zona 2 (sismicità media) に分類される。

## 行政

### 分離集落
オヴァーロには、以下の分離集落（フラツィオーネ）がある。括弧内はフリウリ語を示す。
- Agrons (Negrons)
- Cella (Cela)
- Chialina (Cjalina)
- Clavais (Clavaias)
- Cludinico (Cludini)
- Entrampo (Dentramp)
- Lenzone (Lenzon)
- Liariis (Liarias)
- Luincis (Luvincias)
- Luint (Luvint)
- Mione (Mion)
- Muina (Muina)
- Ovasta (Davasta)